# جرج کاستا
جرج کاستا (انگلیسی: Jorge Costa؛ زادهٔ ۱۴ اکتبر ۱۹۷۱ – درگذشتهٔ ۵ اوت ٢٠٢۵) بازیکن فوتبال اهل پرتغال بود که در پست دفاع مرکزی بازی می‌کرد. نام های مستعار او "حیوان" و "تانک" بود و دلیل این نام گذاری توسط همکاران و طرفدارانش بازی خشن و قدرت بدنی بالایش بود. بیشتر عمر حرفه‌ای خود را برای تیم پورتو بازی کرد و موفق به کسب ۲۴ عنوان گردید که مهمترین آن‌ها هشت بار کسب قهرمانی لیگ برتر فوتبال پرتغال ویک بار لیگ قهرمانان اروپا در سال ۲۰۰۴ بود.
وی همچنین در تیم ملی فوتبال پرتغال بازی کرده‌است.